# Praga XE-II
Praga XE-II (také Aero XE-II) byl lehký jednomotorový vrtulník československé výroby, který byl postaven v roce 1949. Byl vyroben pouze jeden prototyp, který již v roce 1952 havaroval a do sériové výroby se tak stroje XE-II nikdy nedostaly.

## Historie a vývoj
Hlavním konstruktérem nového vrtulníku československé výroby se v poválečných letech stal Ing. Jaroslav Šlechta. V závodě Aero ve Vysočanech vznikl projekt na stavbu experimentálního vrtulníku LC-II, jehož realizovaná varianta získala později označení Praga XE-II. První a jediný prototyp (registrační značka OK-FYA), označovaný jako verze XE-II A, byl postaven v roce 1949 a první zkouška stroje proběhla již 14. prosince téhož roku. Ukázalo se, že páka cyklického ovládání vrtulníku není efektivní a došlo k úpravám. Nově upravený stroj získal označení XE-II B. Stroj poprvé zavisel ve vzduchu 23. srpna 1950 a 4. září téhož roku došlo k prvnímu volnému letu vrtulníku československé výroby. Při letových zkouškách se ukázalo, že se u stroje projevují ve zvýšené míře vibrace, což si vyžádalo nakonec výměnu rotorové hlavy. Takto upravený stroj byl označen jako verze XE-II C. Následně byl vrtulník představován na různých místech Československa. Během zkoušek došlo dvakrát ke kontaktu ocasního rotoru se zemí a vyrovnávací rotor tak byl zmenšen. Verze XE-II D vznikla tak, že konstrukce vrtulníku byla potažena plátnem. Následně došlo také k výměně stabilizátoru a vylepšená verze byla označena jako XE-II E. Počátkem roku 1951 absolvoval stroj již více než 273 letových hodin. Vrtulník později získal také nové listy hlavního rotoru, které byly určeny pro vrtulníky Aero HC-2 Heli Baby, a nová verze tak byla označena jako XE-II F.
16. května 1952 došlo k nehodě prvního a jediného prototypu, při které zahynul pilot František Janča, mj. první československý pilot vycvičený k řízení vrtulníků.

## Varianty
Varianty prvního a jediného prototypu, které vznikaly úpravami základního prototypu:
LC-II
První projekt experimentálního vrtulníku.
XE-II
Základní označení stavěného prototypu.
XE-II A
První vyrobený prototyp.
XE-II B
Prototyp s upravenou pákou cyklického řízení.
XE-II C
Prototyp s novou rotorovou hlavou.
XE-II D
Prototyp, který měl potažený trup plátnem.
XE-II E
Prototyp s novým typem stabilizátoru.
XE-II F
Prototyp s novými listy hlavního rotoru, které byly později určeny pro vrtulníky Aero HC-2 Heli Baby.

## Specifikace (XE-II)
Data podle publikace Evropské vrtulníky.

### Technické údaje
- Posádka: 1 pilot
- Užitečná zátěž: 0 osob
- Délka s otáčejícími se rotory: 11,35 m
- Délka trupu: 10,50 m
- Výška trupu: 3,52 m
- Průměr nosného rotoru: 8,80 m
- Průměr vyrovnávacího rotoru: 1,30 m
- Prázdná hmotnost: 320 kg
- Maximální vzletová hmotnost: 450 kg
- Pohonná jednotka: 1 × motor Praga DH o výkonu 59 kW

### Výkony
- Maximální rychlost: 179 km/h
- Cestovní rychlost: 140 km/h
- Dynamický dostup: 2500 m
- Dolet: 280 km